# 山西科学技术出版社
山西科学技术出版社，位于山西省太原市并州北路69号，是中华人民共和国的一个出版社。

## 特点
1984年9月3日，山西科学技术出版社在原山西人民出版社科技读物编辑室的基础上成立，原名山西科学教育出版社。1991年5月，更名为山西科学技术出版社。该社主要出版普及自然科学基础知识和介绍应用技术的各类科技读物。